# فرديناند فرانتز
فرديناند فرانتز (بالألمانية: Ferdinand Frantz)‏ هو مغني ومغني أوبرا ألماني، ولد في 8 فبراير 1906 في كاسل في ألمانيا، وتوفي في 26 مايو 1959 في ميونخ في ألمانيا.

## وصلات خارجية
- فرديناند فرانتز على موقع ميوزك برينز (الإنجليزية)
- فرديناند فرانتز على موقع أول ميوزيك (الإنجليزية)
- فرديناند فرانتز على موقع ديسكوغز (الإنجليزية)